# Dryops rufipes
Dryops rufipes é uma espécie de insetos coleópteros polífagos pertencente à família Dryopidae.
A autoridade científica da espécie é Krynicki, tendo sido descrita no ano de 1832.
Trata-se de uma espécie presente no território português.